# Ton (enhet)
Ton är en måttenhet. Begreppet har en lång historia och har förvärvat ett antal betydelser och användningsområden genom åren. Huvudsakligen används begreppet som en viktenhet men även som en enhet av volym. Den kan även användas som ett mått på energi.

## Metriskt ton
Ett metriskt ton är en härledd enhet för vikt och massa med beteckningen t som motsvarar 1000 kg eller 1 megagram (Mg).
Skrivsättet "megagram" (Mg) förekommer i tekniska och vetenskapliga publikationer. I Sverige rekommenderar SIS användningen av ton "närhelst det är lämpligt". I USA rekommenderar DOI beteckningarna megagram "for technical measures" och metric ton "for commercial measures", bland annat för att undvika förväxling med short och long ton.
Tonnet med förkortningen t antogs av CIPM 1879 och är även godtagen för användning i Internationella måttenhetssystemet (SI). Detta är vad som vanligen avses när "ton" används i svenska. Deciton (¹/₁₀ ton d.v.s. 100kg) används inom agrikultur, främst angående sådd och skörd.

### Icke-metriska enheter för vikt och massa
Det finns två icke-metriska enheter för vikt som används av länder med engelska enheter: short ton och long ton. Storbritanniens long ton med sina 1 016 kg (2 240 lb) motsvarar väsentligen det metriska tonnet (avviker mindre än 2 procent) och var tidigare vanligt förekommande inom sjöfart, medan short ton som används framförallt i USA endast är 907 kg (2 000 lb).
Särskild omsorg måste ägnas begreppen vid översättningar: I engelskan kallas 1 000 kg antingen tonne eller metric ton(ne), medan ton eller enbart t oftast, men inte alltid, syftar på short ton.

### Omvandlingstabell
Tabellen nedan omvandlar mellan olika viktenheter för "ton". Varje rad innehåller beteckningar för en och samma massa uttryckt i olika sorter.
| ton        | pound (lb) | short ton | long ton   | kg         |
| ---------- | ---------- | --------- | ---------- | ---------- |
| 1          | 2 204,623  | 1,1023    | 0,9842     | 1 000      |
| 0,00045359 | 1          | 0,0005    | 0,00044643 | 0,45359    |
| 0,907185   | 2 000      | 1         | 0,892857   | 907,1847   |
| 1,016047   | 2 240      | 1,12      | 1          | 1 016,0469 |
| 0,001      | 2,204623   | 0,001102  | 0,0009842  | 1          |

## Engelskt ton
Ett engelskt ton (engelska: long ton) är en viktenhet som motsvarar 1016,0469088 kg

## Short ton
Short ton är en viktenhet för massa motsvarande 2000 pund, vilket är 907,18474 kg

## Enheter för volym
Registerton är en äldre enhet för volym som användes för att ange ett fartygs dräktighet. 1 registerton är definierat som etthundra engelska kubikfot, det vill säga 2,83 m³.

## Energimängd
Den frigjorda energimängden i kärnvapenexplosioner och meteoritnedslag uttrycks ofta i ton trotyl eller i multiplar av ton som tusental ton (kiloton, kt) eller miljontal ton (megaton, Mt). Energin jämförs då med energiinnehållet i motsvarande mängd sprängämne, där energiutvecklingen per 1 000 kg TNT i beräkningarna är standardiserad till 4,184×109 joule.